# Széphalom (Budapest)
Széphalom ([ˈseːphɒlom]) est un quartier de Budapest situé dans le 2e arrondissement. 